# Mike Ryan (lekkoatleta)
Michael „Mike” Ryan (ur. 26 grudnia 1941 w Bannockburn w Szkocji) – nowozelandzki lekkoatleta (długodystansowiec), medalista olimpijski z 1968.
Urodził się i wychował w Szkocji. W 1963 przeniósł się do Nowej Zelandii.
Zdobył brązowy medal w biegu maratońskim na Igrzyskach Imperium Brytyjskiego i Wspólnoty Brytyjskiej w 1966 w Kingston. W tym samym roku zwyciężył w maratonie w Fukuoce.
Na igrzyskach olimpijskich w 1968 w Meksyku również wywalczył brązowy medal w biegu maratońskim (za Mamo Wolde z Etiopii i Kenjim Kimiharą z Japonii).
Był mistrzem Nowej Zelandii w biegu na 6 mil w 1969 oraz w biegach na 5000 metrów i 10 000 metrów w 1971. Był rekordzistą Nowej Zelandii w maratonie (2:14:04 27 listopada 1966 w Fukuoce).
Został wprowadzony do Galerii Sław Sportu Nowej Zelandii w 2008.